# 宇都宮市立瑞穂野北小学校
宇都宮市立瑞穂野北小学校（うつのみやしりつみずほのきたしょうがっこう）は、栃木県宇都宮市下桑島町にある公立の小学校。

## 沿革
- 1873年（明治6年）5月25日 - 上桑島に桑島学校を創立する
- 1882年（明治15年） - 校舎は上桑島のまま公立下桑島学校と改称
- 1888年（明治21年）4月 - 下桑島尋常小学校に改称
- 1889年（明治22年） - 瑞穂野尋常小学校と改称
- 1891年（明治24年）4月 - 河内郡瑞穂野村立瑞穂野高等小学校を創立
- 1904年（明治37年）12月28日 - 下桑島の現在地に校舎新築移転し瑞穂野尋常高等小学校と改称
- 1954年（昭和29年）10月1日 - 宇都宮市へ編入合併により宇都宮市立瑞穂野北小学校に改称
- 1966年（昭和41年） - 校舎新築
- 1970年（昭和45年）7月 - 鬼怒川の汚染が進んだので、簡易プール設置
- 1986年（昭和61年）3月 - プール竣工
- 1987年（昭和62年）8月8日 - 未明に図工室付近から出火し校舎全焼[2]
- 1988年（昭和63年）7月 - 新校舎落成

## 通学区域
- 宇都宮市[3]
  - 上桑島町の一部
  - さるやま町の一部
  - 下栗町の一部
  - 下桑島町の一部
  - 東刑部町の一部

## 進学先中学校
- 宇都宮市立瑞穂野中学校

中学受験などを受け、宇都宮大学共同教育学部附属中学校や栃木県立宇都宮東高等学校・附属中学校、私立中学校などへ進学する場合もある。

## 交通
- JR東北本線宇都宮駅より関東バスの東汗行で「下桑島」バス停下車